# Patriarkalkors

Patriarkalkors med klöverblad

Patriarkalkorset, också kallat ärkebiskopskorset, är ett kors med två par armar, där det övre paret är kortare än det nedre, och där armarna vanligen slutar i treklöverblad, trepass.
Tre europeiska länder har patriarkalkorset som nationalsymbol; Litauen, Slovakien och Ungern.

## Bilder

Patriarkalkors utan klöverblad.
Litauens statsvapen.
Slovakiens statsvapen.
Ungerns riksvapen.